# Institut del Cinema Català
L'Institut del Cinema Català (ICC) és una societat autònoma que es va fundar a Barcelona l'any 1975 per un grup de professionals i industrials del cinema català, amb la finalitat de promoure el cinema i la indústria cinematogràfica catalana i "amb la voluntat d'incloure tota la gent del cinema dels Països Catalans", segons expressà, en el moment de la seva creació, el que fou un dels seus fundadors i el seu president durant diverses etapes (1976-1978 i 1980-1986), Josep Maria Forn i Costa. La seva seu social és a Barcelona.

## Fundació i fundadors
L'any 1975, encara que realment no es va posar en marxa fins dos anys més tard, setanta professionals relacionats amb el món del cinema creen l'Institut del Cinema Català (ICC). Entre els fundadors de l'ICC, que reuneix la majoria de professionals del cinema del moment, es trobava una llarga llista d'actors, tècnics, directors i productors de cinema, que no va presentar-se en societat fins al febrer de 1976, després de complir tots els tràmits oficials per a la seva constitució. El primer consell d'administració de l'ICC el presideix el director de cinema Josep Maria Forn i Costa, com a secretari està el també realitzador cinematogràfic Carles Duran i Tegido i com a tresorer el productor Jordi Tusell Coll, figurant com a vocals tres directors, tres tècnics, tres actors i tres escriptors i estudiosos de temes cinematogràfics. La tasca d'aquest primer consell, fou la d'establir un programa d'actuació per tal de dur a terme els objectius que s'havien proposat. Entre tots aquests personatges es trobaven, a més dels ja citats, el cineasta Jaime Camino, l'historiador de mitjans de comunicació Romà Gubern, o el crític i divulgador cinematogràfic Miquel Porter i Moix, entre altres professionals. Varen ser membres 647 professionals del cinema i un centerar de societats del sector audiovisual.

## Objectius
Entre els objectius bàsics que es marcaren els fundadors de l'ICC, en el seu origen, es trobava la promoció específica del cinema català en tant que vehicle de la cultura d'un poble, la potenciació del cinema en els Països Catalans, el desenvolupament de la indústria cinematogràfica d'aquests i la creació d'un cinema que s'inscrivia en la lluita democràtica, tant pel seu contingut com per les seves relacions de producció.

## Producció
Des del principi, l'ICC es va proposar com a activitat principal la producció de curtmetratges. Aquests, que van aconseguir un alt valor documental i històric, han passat a formar part del patrimoni català. Entre aquesta sèrie de curtmetratges destaquen el Noticiari de Barcelona un encàrrec de l'Ajuntament de Barcelona que va aconseguir arribar als seixanta curtmetratges entre els anys 1975 i 1980, Imatges i fets dels catalans per a la Fundació Serveis de Cultura Popular i l'Institut de Ciències de l'Educació de la Universitat Autònoma de Barcelona, Notícia de Catalunya per a la Generalitat de Catalunya i l'Ajuntament de Barcelona i més d'un centenar d'altres títols, sempre per a institucions del sector públic, entre els quals cal citar la producció Som i serem, Història de la Generalitat de Catalunya per als Serveis de Cultura Popular i la Generalitat de Catalunya. També ha realitzat estudis, fonamentalment econòmics, del sector cinematogràfic. Entre les seves produccions destaquen, també, produccions televisives com “Vida privada”, basada en la novel·la homònima de Josep Maria de Sagarra, publicada en 1932; una sèrie de televisió sobre la Barcelona i la societat barcelonesa dels anys 20, en quatre capítols, produïda per l'Institut de Cinema Catalá per a TVE en coproducció amb la RAI., Un dia volvere, basada en la novela de Juan Marse, que va dirigir Francesc Betriu. Les col·laboracions amb cadenes de televisió s'han concretat també amb cadenes com TV3 i France 2. Entre les pel·lícules que va produir es troben La ciutat dels prodigis, basada en la novela de Eduardo Mendoza i que va dirigir Mario Camus, La Princesa del Polígon, dirigida per Rafa Montesinos, i series europees de gran audiència, com Caravaggio, Elles et moi, I Viceré, Enric IV i també per a cadenes alemanyes, italianes, franceses, belgues, suises, entre d'altres. Va organitzar les Converses de cinema i també va redactar un projecte de llei per crear l'Ens Autonom del Cinema.

## Reconeixements
El 1978, en l'entrega dels XXII Premis Sant Jordi de Cinematografia, atorgats per la crítica, se li concedi el Premi especial del jurat pel conjunt de les seves activitats i en especial per la seva tasca informativa. També ha obtingut reconeixement a Berlín, on es va fer un homenatge a la seva activitat auto-gestionada al Noticiari de Barcelona.

## Fundació privada Institut del Cinema Català
El 1991 es crea la Fundació privada Institut del Cinema Català que s'ocuparà de conservar i, a vegades, comercialitzar imatges i, també, catalogar diversos números de sèries i curtmetratges, reportatges i documentals. La Fundació també ha publicat diverses col·leccions de llibres relacionades amb estudis econòmics sobre la cinematografia catalana i amb temes d'historiografia del cinema català o a Catalunya. Entre els seus fundadors es troben Joan Antoni González i Serret que fou el seu president, Jordi Feliu Nicolau, Miquel Porter Moix, Lluisa Passola Vidal, P.T. Films S.A., Figuard Films S.A., Film Tel S.A, Zoom Televisión S.A., Alberto Duffo Puente, Francesc Espresate Xirau, Josep LLuis Galvariato Tintoré, Romà Gubern Garriga-Nogués, Gibert López-Atalaya Mañosa. Avui la fundació, malgrat el tancament de la societat, el 2009, continua la seva activitat de conservació i distribució.